# 21679 Bettypalermiti
21679 Bettypalermiti è un asteroide della fascia principale. Scoperto nel 1999, presenta un'orbita caratterizzata da un semiasse maggiore pari a 2,2190184 UA e da un'eccentricità di 0,1995534, inclinata di 2,77654° rispetto all'eclittica.